# Joyce Chepchumba
Joyce Chepchumba Koech (Kericho, 6 novembre 1970) è un'ex maratoneta keniota.

## Palmarès
| Anno | Manifestazione             | Sede        | Evento      | Risultato | Prestazione | Note |
| ---- | -------------------------- | ----------- | ----------- | --------- | ----------- | ---- |
| 1996 | Giochi olimpici            | Atlanta     | Maratona    | dnf       | dnf         |      |
| 1997 | Mondiali di mezza maratona | Košice      | Individuale | 4ª        | 1h09'07"    |      |
| 1997 | Mondiali di mezza maratona | Košice      | A squadre   | Argento   | 3h27'57"    |      |
| 1998 | Mondiali di mezza maratona | Zurigo      | Individuale | 6ª        | 1h10'10"    |      |
| 1998 | Mondiali di mezza maratona | Zurigo      | A squadre   | Oro       | 3h29'43"    |      |
| 1999 | Mondiali di mezza maratona | Palermo     | Individuale | 4ª        | 1h09'29"    |      |
| 1999 | Mondiali di mezza maratona | Palermo     | A squadre   | Oro       | 3h27'40"    |      |
| 2000 | Giochi olimpici            | Sydney      | Maratona    | Bronzo    | 2h24'45"    |      |
| 2003 | Mondiali                   | Saint-Denis | Maratona    | 7ª        | 2h26'33"    |      |

## Campionati nazionali
1999
- 8ª ai campionati kenioti, 10000 m piani - 33'26"8 m

2003
- 6ª ai campionati kenioti, 10000 m piani  - 33'07"6 m

## Altre competizioni internazionali
1994
- Oro alla Mezza maratona di Griesheim ( Griesheim) - 1h11'55"

1995
- 4ª alla Maratona di New York ( New York) - 2h23'51"
- Oro alla Parelloop ( Brunssum) - 32'43"

1996
- Bronzo alla Maratona di New York ( New York) - 2h29'38"
- Argento alla Maratona di Londra ( Londra) - 2h30'09"
- Argento alla Mezza maratona di Parigi ( Parigi) - 1h10'23"

1997
- Oro alla Maratona di Londra ( Londra) - 2h26'51"
- Argento alla Maratona di Tokyo ( Tokyo) - 2h28'02"

1998
- Oro alla Maratona di Chicago ( Chicago) - 2h23'57"
- Bronzo alla Maratona di Londra ( Londra) - 2h27'22"
- 6ª alla Mezza maratona di Lisbona ( Lisbona) - 1h10'35"
- 6ª alla Cinque Mulini ( San Vittore Olona) - 18'02"

1999
- Oro alla Maratona di Londra ( Londra) - 2h23'22"
- Oro alla Maratona di Chicago ( Chicago) - 2h25'59"
- Oro alla Great North Run ( Newcastle upon Tyne) - 1h09'07"
- Oro alla Mezza maratona di Berlino ( Berlino) - 1h10'26"

2000
- Oro alla Maratona di Tokyo ( Tokyo) - 2h24'02"
- Bronzo alla Maratona di Londra ( Londra) - 2h24'57"
- Oro alla Mezza maratona di Berlino ( Berlino) - 1h08'22"

2001
- Bronzo alla Maratona di Londra ( Londra) - 2h24'12"
- 4ª alla Maratona di New York ( New York) - 2h25'51"
- Argento alla Great North Run ( Newcastle upon Tyne) - 1h08'45"
- Oro alla Mezza maratona di Berlino ( Berlino) - 1h09'37"
- Oro alla Mezza maratona di Deutschlandsberg ( Deutschlandsberg) - 1h12'01"

2002
- Oro alla Maratona di New York ( New York) - 2h25'56"
- 6ª alla Maratona di Londra ( Londra) - 2h26'53"
- 5ª alla Mezza maratona di Lisbona ( Lisbona) - 1h10'09"
- Bronzo alla Great North Run ( Newcastle upon Tyne) - 1h08'34"

2003
- Bronzo alla Maratona di Boston ( Boston) - 2h27'20"
- 6ª alla Maratona di New York ( New York) - 2h26'06"
- Bronzo alla Mezza maratona di Lisbona ( Lisbona) - 1h09'52"

2004
- 4ª alla Maratona di Chicago ( Chicago) - 2h26'21"
- 5ª alla Maratona di Londra ( Londra) - 2h28'01"
- Argento alla Maratona di Nairobi ( Nairobi) - 2h39'27"
- Oro alla Mezza maratona di Lisbona ( Lisbona) - 1h08'11"
- Oro alla Mezza maratona di Berlino ( Berlino) - 1h09'49"

2005
- 7ª alla Maratona di Londra ( Londra) - 2h27'01"
- 5ª alla Maratona di San Diego ( San Diego) - 2h32'49"
- 6ª alla Mezza maratona di Lisbona ( Lisbona) - 1h10'40"